# 中村アツコ
中村 アツコ（なかむら あつこ、1941年2月 - ）は、日本の化学者。東京家政学院大学教授。

## 経歴
- 1959年 お茶の水女子大学理学部入学
- 1968年 東京大学大学院理学系研究科化学専攻博士課程
- 1968年 東京家政学院大学家政学部助手
- 1970年 東京家政学院大学家政学部講師
- 1980年 東京家政学院大学家政学部助教授
- 2001年 東京家政学院大学家政学部教授

## 学位
理学博士（東京大学）（1968）

## 専門分野
- 有機化学、食品科学、科学教育

## 主な研究課題
- 食品中の抗酸化物質の定量とその抗酸化能
- 光（LED）照射下における植物中の成分の変化
- 加圧炊飯が飯の食味に及ぼす効果
- 国産紅茶の特性

## 著作
- 化学 （宣協社、1991）
- 物質・生命・環境 （宣教社、2002）
- 自然と生活環境 （宣教社、2002）

## 主な論文
- ウメ果実のインベルターゼの特性およびその活性に及ぼすエタノールの影響. 日本食品工業会誌（1992）
- 低温低速オーブンで加熱調理をした牛腿肉の性状. 調理科学（1990）
- 梅肉エキスの有機酸,遊離アミノ酸と糖の組成および調製過程における遊離アミノ酸と糖の変化. 日本栄養・食糧学会誌 （1995）
- 常温および加熱ウメリキュール熱成過程におけるスクロースの転化. 日本食品科学工学会誌 （1997）
- ニホングリの渋皮剥離へのエタノールの利用. (社)アルコール協会平12年度報告書 （2000）

## 所属学会
日本化学会(教育部会) 、日本食品科学工学会、調理科学会

## 参考資料
- 東京家政学院大学ホームページ
- 科学技術振興機構 研究開発支援総合ディレクトリ(ReaD)